# Catalunya Central

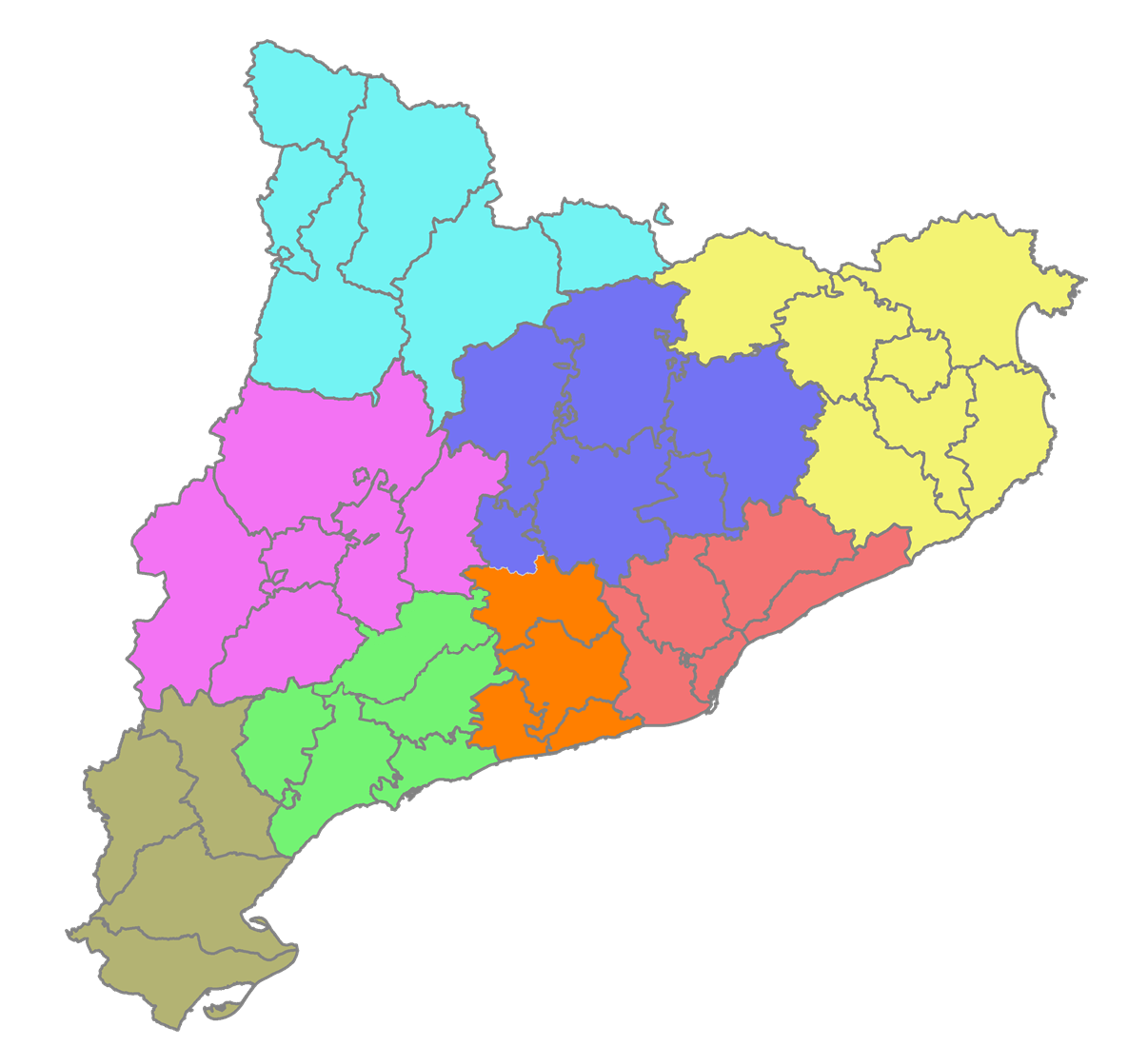
Àmbit de les Comarques Centrals

La Catalunya Central o les Comarques Centrals és una de les vegueries de Catalunya definida com un dels set àmbits funcionals territorials del Pla territorial general de Catalunya. Inclou les comarques entorn dels trams alt i mitjà dels rius Llobregat i Ter: el Berguedà, el Solsonès, el Bages, Osona, el Moianès, el Lluçanès i la comarca natural de l'Alta Segarra (Anoia). Té una extensió de 4.859,7 km² i una població de 509.670 habitants.
La ciutat més important és Manresa, ja que n'és la capital i la ciutat més poblada i, secundàriament, Vic. També en formen part Berga, Solsona i Moià. L'economia és força diversificada, si bé tradicionalment hi ha tingut un pes important l'agricultura i la indústria.
En l'informe Roca és una de les vegueries proposades amb el nom de Catalunya Central i amb la inclusió de la Baixa Cerdanya i com a vegueria Central a la Llei de vegueries.
Amb tot, hi ha qui considera que Osona, el Lluçanès i el Ripollès formen una unitat funcional pròpia (Alt Ter); el Ripollès ha estat inclòs dins les Comarques gironines, mentre que Osona i el Lluçanès han estat incloses a la Catalunya Central. Tot i que també hi ha qui considera que el Ripollès formi part de la Catalunya Central, com volia fer l’Informe Roca amb la Cerdanya.
| Àmbit funcional | Habitants |
| --------------- | --------- |
| Alta Segarra    | 6.147     |
| Bages           | 175.095   |
| Berguedà        | 39.013    |
| Osona           | 156.572   |
| Solsonès        | 13.360    |
| Moianès         | 13.279    |

## Extensió
La Catalunya Central comprèn un territori molt heterogeni de l'interior de la província de Barcelona. La diversitat de les comarques que la conformen (Berguedà, Solsonès, Osona, Anoia, Moianès i Bages) li confereix un ampli ventall d'elements d'interès, tant pel que fa a la seva riquesa natural (parcs de Sant Llorenç de Munt i l'Obac, del Montseny, de la Muntanya de Montserrat) com a la de la història i monuments de la seva xarxa de ciutats. Una arrelada tradició industrial, així com establiments de turisme rural i termal i la millor gastronomia, completen el llistat d'atractius de la regió.

## Natura
El Parc Natural de la Muntanya de Montserrat és un paratge de gran significació religiosa gràcies al monestir benedictí que hi alberga. També és destí de gran quantitat de rutes de senderisme.
Entre les comarques del Bages i els dos Vallès s'estén el Parc Natural de Sant Llorenç del Munt i l'Obac. La proximitat a l'àrea metropolitana el converteix en una alternativa de turisme rural i senderisme ben a l'abast. Forma part de la serralada prelitoral i els seus cims més alts són el Montcau i la Mola, on s'erigeix el monestir romànic de Sant Llorenç de Munt.

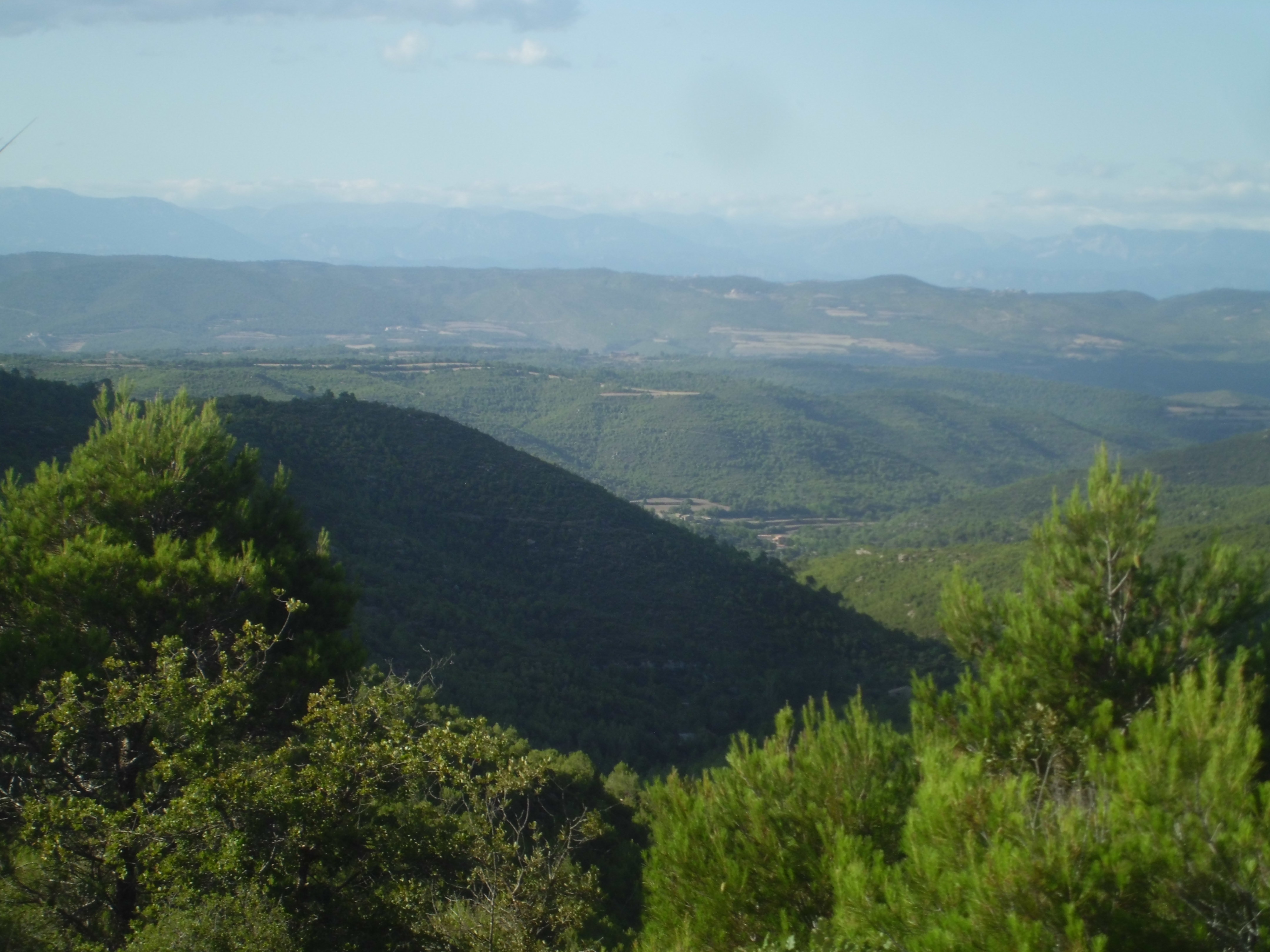
La Serra de Rubió, amb les muntanyes del Solsonès al davant, i amb la Serra del Cadí al fons.

A cavall del Vallès Oriental i diverses comarques hi ha el Parc Natural del Montseny, amb muntanyes tan visitades com el Turó de l'Home, Les Agudes i el Matagalls. Ocupat per amplis boscos que tenen a la vall alta de Santa Fe els millors exemplars de faig i avet.
A l'Anoia, els sistemes muntanyosos més importants que s'hi troben són la Serra de Rubió, el Coll del Bruc i la Serra de la Llacuna. Totes aquestes serres cobertes d'uns boscos extensos, i joves, en el cas de la Serra de Rubió, ja que un gran incendi va afectar aquesta zona l'any 1986.
I pel que fa al Solsonès i el Berguedà, s'hi poden trobar uns extensos boscos de pinassa i pi roig, envoltats entre d'altres, del Port del Compte, de la Serra del Cadí, de Rasos de Peguera, etc.

## Història i patrimoni
Les mostres de patrimoni arquitectònic de la Catalunya Central les trobem al vast entramat de mitjanes i grans ciutats que la conformen. A Igualada, a l'Anoia, es troba l'església renaixentista de Santa Maria i el claustre del segle xvii del convent escolapi. La basílica gòtica de Santa Maria de la Seu és el símbol de Manresa i la fortalesa del castell que la domina el de Cardona, també al Bages. La capital d'Osona, Vic, és coneguda per la plaça Major porxada, rodejada d'edificis renaixentistes. En el municipi del Pont de Vilomara i Rocafort, també al Bages, es troba l'ermita preromànica Santa Maria de Matadars.

## Ús lingüístic
L'ús de català a la Catalunya central és del gairebé un 60 % mentre que l'ús del castellà és de gairebé el 27 %, Un 7 % de la gent usa tant el català com el castellà i un 5% usa habitualment altres llengües que no siguin ni el castellà ni el català.
A la Catalunya central el 97 % de la població entén el català mentres que el 91% el saps llegir i un 90% el sap parlar i pel que fa a l'escriptura sols el 77 % el sap escriure. És la segona regió de Catalunya, després de les terres de l'Ebre, en què el català s'usa més i la tercera si a l'alt Pirineu se li resta la vall d'Aran.

## Punts d'interès

### Turisme industrial
Des de mitjan segle xix, la Revolució Industrial ha deixat la seva empremta a moltes de les comarques de la Catalunya Central en forma de patrimoni industrial, avui dia organitzat dins el sistema territorial del Museu de la Ciència i de la Tècnica de Catalunya. A la comarca d'Osona sobresurten la colònia tèxtil Fabra & Coats de Borgonyà o l'antiga factoria de cotó Can Sanglas, avui Museu Industrial del Ter. Edificis com la històrica Fàbrica de Panyos o la Fàbrica Nova de Bertrand i Serra són mostres de l'arquitectura industrials a Manresa, capital del Bages, on també trobem el museu de la Tècnica. Cal no oblidar el Parc Cultural de la Muntanya de Sal (Cardona), la Museu del Ciment Asland (Castellar de n'Hug), el Museu Molí Paperer (Capellades), el Museu de la Pell d'Igualada i Comarcal de l'Anoia (Igualada), el Museu de les Mines (Cercs), el Museu de la Colònia Vidal (Puig-reig) o el Museu de la Torneria (Torelló).

### Turisme religiós
Montserrat és la destinació de turisme religiós més important de Catalunya. S'hi venera la imatge de la Moreneta, patrona de Catalunya. Manresa, amb la ruta que recorda l'estada de Sant Ignasi de Loiola, i Vic, seu de l'orde claretiana, són també destins de viatgers religiosos.

### Turisme rural
Els habitants de la ciutat tenen en el turisme rural l'ocasió d'entrar en contacte amb el món del camp. Són moltes les cases de pagès que ofereixen aquest servei, sobretot a les comarques del Bages, Osona i l'Anoia.

## Gastronomia
Els productes de prestigi dels camps de la Catalunya Central tenen els millors exponents en els vins de la denominació d'origen Pla de Bages, la llenega de Cardona al Bages, el cigronet de l'Alta Anoia, la llonganissa de Vic i la resta d'embotits de la comarca d'Osona o el mató de Montserrat (Anoia i Bages).